# 伎芸天
伎芸天（ぎげいてん）は仏教守護の天部のひとつ。
摩醯首羅天（大自在天＝シヴァ神）の髪の生え際から誕生した天女とされる。容姿端麗で器楽の技芸が群を抜いていたため、技芸修達、福徳円満の護法善神とされる。
『摩醯首羅天法要』『摩醯首羅大自在天王神通化生伎芸天女念誦法』に説かれ、
ヒンドゥー教などに相当する尊格を特定することができず、梵名も不詳。父尊の額から生まれるという出自に注目しギリシャ神話のアテナとの関連を指摘する説もある。
日本では奈良市の秋篠寺に「伎芸天」として伝わる「木造伝伎芸天立像（頭部乾漆造）」がある（重要文化財）。日本で伎芸天として知られる古像の作例はこの秋篠寺の一体のみである。この像の頭部と体部は異なる時期に作られており、頭部のみが奈良時代で（脱活乾漆法による乾漆造）、体部は鎌倉時代に製作された（木造）と伝わる。なお、体部は運慶の作とする説もある。